# Kempton (Illinois)
Kempton és una població dels Estats Units a l'estat d'Illinois. Segons el cens del tenia 235 habitants.

## Demografia
Segons el cens del 2000, Kempton tenia 235 habitants, 81 habitatges, i 57 famílies. La densitat de població era de 432,1 habitants/km².
Dels 81 habitatges en un 35,8% hi vivien nens de menys de 18 anys, en un 58% hi vivien parelles casades, en un 8,6% dones solteres, i en un 29,6% no eren unitats familiars. En el 24,7% dels habitatges hi vivien persones soles el 12,3% de les quals corresponia a persones de 65 anys o més que vivien soles. El nombre mitjà de persones vivint en cada habitatge era de 2,9 i el nombre mitjà de persones que vivien en cada família era de 3,44.
Per edats la població es repartia de la següent manera: un 37,4% tenia menys de 18 anys, un 5,5% entre 18 i 24, un 27,7% entre 25 i 44, un 17,9% de 45 a 60 i un 11,5% 65 anys o més.
L'edat mediana era de 28 anys. Per cada 100 dones de 18 o més anys hi havia 98,6 homes.
La renda mediana per habitatge era de 41.667 $ i la renda mediana per família de 52.750 $. Els homes tenien una renda mediana de 31.563 $ mentre que les dones 22.188 $. La renda per capita de la població era de 12.641 $. Aproximadament el 12,7% de les famílies i el 18,9% de la població estaven per davall del llindar de pobresa.

## Poblacions més properes
El següent diagrama mostra les poblacions més properes.